# Folsomia taimyrica
Folsomia taimyrica is een springstaartensoort uit de familie van de Isotomidae. De wetenschappelijke naam van de soort is voor het eerst geldig gepubliceerd in 1973 door Martynova, Gorodkov & Tshelnokov.